# Apatelodes paraguayana
Apatelodes paraguayana is een vlinder uit de familie van de Apatelodidae. De wetenschappelijke naam van de soort is voor het eerst geldig gepubliceerd in 1927 door William Schaus.